# MGM Television
Metro-Goldwyn-Mayer Television, скраћено MGM Television, је амерички студио за телевизијску продукцију и дистрибуцију покренут 1956. године као „MGM-TV” као део Metro-Goldwyn-Mayer.